# کوین بی واینبولد
کوین بی واینبولد (انگلیسی: Kevin B. Winebold؛ زادهٔ ۱۷ ژوئن ۱۹۷۹)  کارگردان موسیقی و  بازیگر اهل ایالات متحده آمریکا است. وی از سال ۲۰۰۶ میلادی تاکنون مشغول فعالیت بوده‌است.